# 表日本
表日本（おもてにほん）とは、日本の国土において、本州の太平洋や瀬戸内海に面した地域を指す呼称である。現在は一般に太平洋側、あるいは太平洋岸地域（たいへいようがんちいき）と呼ばれる。
「裏日本」と対をなす言葉で、明治時代になってから登場した。学術用語として使用されていたものが次第に一般に広がったものである。本来は差別や侮蔑といった意味色合いを持つ語ではないが、現代では「裏日本」への差別語としてとらえられるため、「太平洋側」という語が用いられる。
「表日本」の範囲には、岩手県、宮城県、福島県の中通りと浜通り、茨城県、栃木県、群馬県、埼玉県、千葉県、東京都、神奈川県、静岡県、愛知県、岐阜県、滋賀県、三重県、和歌山県、奈良県、京都府の一部、大阪府、瀬戸内地方、四国地方、九州地方南部がある。